# Orchite
 Mise en garde médicale
L'orchite (ˌɔˑʁˈkiːˌt) (du latin orchitis, lui-même issu du grec ὄρχις, testicule), est une inflammation chronique ou aiguë des testicules, qui font partie de l'appareil génital masculin des mammifères.

## Historique
Dès 1834, Johann Lukas Schönlein différencie, d'après leurs conséquences, l'« orchite simple » (excluant la forme traumatique), l'orchitis rheumatica, l'orchitis erysipelacea, l'orchite liée à la blennorragie et l'inflammation arthritique des testicules.

## Épidémiologie
Les orchites touchent plus particulièrement les adolescents. En Irlande, une étude publiée dans le British Journal of Urology International (2010, no 105, p. 1060 à 1065) montre une augmentation des cas d'orchite chez les adolescents et les jeunes adultes.

### Orchite ourlienne
Les hommes adultes contaminés par les oreillons contractent une orchite (orchite ourlienne) dans 15 % à 30 % des cas (0,2 % chez les enfants). Celle-ci survient entre trois et dix jours après le gonflement des ganglions du cou et de la mâchoire (parotidite). Chez les adolescents, l'orchite accompagne les oreillons dans 20 % des cas. L'incidence est maximale entre 15 et 30 ans.
L'orchite ourlienne est rare dans les pays développés, mais relativement fréquente dans les pays peu développés. Elle est plus fréquente chez les fumeurs. Selon une étude de Shulman dans l'armée israélienne, 47 % des fumeurs atteints des oreillons développent une orchite, contre 22,4 % chez les non-fumeurs. Les formes bilatérales concernent 15 à 30 % des cas.

## Description clinique

### Symptômes
La Douleur testiculaire, souvent importante, est située au niveau des testicules et remonte dans le canal déférent. Elle est analogue à celle qui accompagne une torsion des testicules. Le testicule est sous pression et sensible au toucher. La douleur peut irradier dans l'aine, le périnée et la région lombaire. Elle augmente lors de la pratique de la marche, et, plus précisément, lors de la descente d'escaliers.
On observe un gonflement d'un testicule ou des deux, parfois en quelques heures, ainsi que celui des ganglions lymphatiques inguinaux. Le scrotum est rouge vif et brillant (hyperémique).
L'urine contient du sang (hématurie). Le sperme est très souvent d'une couleur jaunâtre due à la présence de sang, ce qui est normal étant donné l'inflammation aiguë du testicule. Selon la durée de l'écoulement, l'orchite est aigüe (deux à quatre semaines) ou chronique (plus de quatre semaines).
Il y a parfois présence de fièvre, de transpiration des testicules, de troubles dyspeptiques, de frissons, de maux de tête, de nausées ou de vomissements.
Les symptômes sont souvent accompagnés de ceux d'une infection urinaire,.
La fonction endocrine du testicule est altérée au cours de la phase aiguë de l'orchite, associant une chute de la testostéronémie, une augmentation de la production de l'hormone stimulatrice des follicules (FSH) et de l'hormone lutéinisante (LH).

### Diagnostic
Le diagnostic se fait par le toucher, accompagné d'un examen bactériologique de l'urine et du sang (hémoculture). Il ne peut être assuré que par un médecin. Dans les cas douteux, une échographie apporte d'utiles renseignements,. La vélocimétrie Doppler est également utilisée.
Sur une échographie, on note l'hypoéchogènicité et l'hypervascularisation du testicule. Cette dernière peut être la seule anomalie constatée et est plus facilement mise en évidence en vélocimétrie Doppler.

### Diagnostic différentiel
Des symptômes similaires peuvent s'observer dans les cas d'épididymite (signes de Prehn positifs), de torsion du testicule (signe de Prehn négatif), de tumeur du testicule (lymphome, leucémie diffuse ou séminome diffus), d'hydrocèle, de varicocèle et de spermatocèle. La présence de fièvre est caractéristique de l'orchite, par opposition à la tumeur du testicule.
Les hernies et divers traumatismes peuvent présenter des signes cliniques analogues.

## Étiologie
L'orchite est souvent associée à une infection bactérienne, mycobactérienne, virale ou parasitaire (filariose), une prostatectomie, une épididymite, un traumatisme ou une infection des voies urinaires.
Les infections les plus courantes sont les maladies sexuellement transmissibles, comme la gonorrhée, les chlamydia et la syphilis, mais aussi les oreillons (paramyxovirus), la typhoïde, la grippe, l'amygdalite, la lèpre, la tuberculose[réf. nécessaire], la varicelle, la fièvre glandulaire de Pfeiffer, la mononucléose, la mélitococcie, la septicopyohémie, la septicémie, la fièvre typhoïde ou le typhus.
L'origine est généralement une infection préexistante, urétrite, prostatite, vésiculite ou cystite, qui remonte par le canal déférent. Les pathogènes courants sont les staphylocoques, E. coli, les streptocoques, Proteus, Neisseria et les spirochètes. La contamination par voie hématogène (par le sang) est rare, mais se rencontre dans les formes tuberculeuses et virale (par exemple, pour les orchites déclenchées par le virus des oreillons). En outre, il existe une forme granulomateuse, qui survient chez les hommes âgés et est, sans doute, une maladie auto-immune. On observe également une orchite liée à la syphilis,.
Pour des patients atteints de paraplégie et munis d'une vessie neurologique, l'orchite peut être due à un cathéter tordu.
Les lésions histologiques sont tantôt localisées par foyers au sein d'un parenchyme testiculaire et limitées au tissu interstitiel, tantôt plus diffuses et bilatérales. Elles sont de type inflammatoire non spécifique et caractérisées par l'infiltration lymphocytaire, l’œdème et des hémorragies. Dans les formes plus graves, la réaction inflammatoire est plus diffuse, avec infiltration leucocytaire des tubules, associant
lymphocytes, polynucléaires neutrophiles, histiocytes et foyers de destruction de l'épithélium germinal.

## Évolution
L'orchite peut évoluer vers la formation d'un abcès du testicule, ou vers une inflammation de l'épididyme (épididymite), aussi parle-t-on d'« orchi-épididymite ».
On observe une fibrose interstitielle plus ou moins étendue. Les formes sévères sont marquées par une fibrose concentrique péritubulaire, associée à une atrophie de l'épithélium germinal et une hyalinisation des tubules.
L'orchite peut conduire à des cas de stérilité (25 % des cas pour les orchites ourliennes). Il n'a pas été établi clairement si l'orchite augmente le risque d'un cancer du testicule. L'association est, selon UC Davis, au mieux, limitée. L'incidence pourrait s'élever à 0,5 %. L'atrophie du testicule s'observe dans 30 à 50 % des cas.
L'orchite ischémique peut endommager les vaisseaux sanguins du cordon spermatique au cours d'une herniorraphie inguinale et provoquer l'atrophie testiculaire. Celle-ci apparaît dans 60 % des cas, consécutivement à une orchite.
L'ochite tuberculeuse doit faire suspecter une tuberculose du rein. Celle-ci peut être visualisée par une urographie intraveineuse ou par la recherche du bacille de Koch dans les urines. Elle peut conduire à une obstruction du canal déférent.

## Traitement
La thérapie consiste en la prise d'un antalgique et d'un anti-inflammatoire, complétée par celle d'un antibiotique dans le cas d'une origine infectieuse bactérienne. L'activité physique est réduite, le patient doit porter des suspensoirs ou autres sous-vêtements de contention. Une bonne hydratation est nécessaire.

### Traitement de la douleur
L'application de glace et la surélévation du scrotum sont souvent pratiquées pour diminuer la Douleur testiculaire. Afin de soulager le patient, on administre des analgésiques comme le kétorolac, l'acétaminophène ou la baralgine. Parfois, si la douleur est très forte, des médicaments analgésiques opiacés sont utilisés, en particulier l'hydrocodone, qui est habituellement utilisée dans les services d'urgence.

### Traitement anti-inflammatoire
Dans tous les cas, il est recommandé d'utiliser des médicaments anti-inflammatoires non stéroïdiens comme le naproxène ou l'ibuprofène.

### Traitement antipyrétique
L'hyperthermie est diminuée par l'administration de paracétamol ou d'anti-inflammatoires non stéroïdiens. Si le patient a une forte fièvre, accompagnée de frisson, l'hospitalisation en urgence s'impose.

### Antibiothérapie
Dans les cas où l'orchite est causée par des infections bactériennes, le traitement s'effectue avec des antibiotiques tels que la ciprofloxacine, la céfalexine ou la céfotaxime. Il dure cinq à six jours, dont 48 heures par voie intraveineuse, dans le cas des orchites aigües, par voie orale sinon, accompagné de la prise de vitamine E. Les tétracyclines sont efficaces sur Chlamydia trachomatis, comme les macrolides et les quinolones de deuxième génération. Le gonocoque peut être traité aux tétracyclines ou à la ceftriaxone.
Chez les patients de plus de 35 ans, le traitement fait appel au cotrimoxazole fort ou aux quinolones de deuxième génération. Dans les formes sévères, le traitement est hospitalier et parentéral (association aminoside-céphalosporine), avec relais par voie orale par cotrimoxazole ou quinolones de deuxième génération.
Si l'infection est d'origine virale, les antibiotiques ne sont pas recommandés.

### Orchite ourlienne
Dans le cas des orchites liées aux oreillons, les patients sont traités par des gammaglobulines. Ceux-ci n'ont cependant pas fait la preuve de leur efficacité, pas plus que les œstrogènes et les corticoïdes. Des traitements par l'interféron α2B ont également été préconisés.

## Prévention
La prévention des orchites par la vaccination contre les oreillons, mais aussi par un traitement rapide et adéquat des maladies infectieuses comme la grippe, la scarlatine, la pneumonie, et l'angine.
Les partenaires du patient doivent être testés, en cas d'infection.

## Chez les animaux
On observe des orchites chez d'autres mammifères que l'homme, les béliers, par exemple. La vasectomie favorise l'orchite chez le bouc. 6 % des boucs développent des orchites, les béliers sont moins touchés.

### Agents infectieux
Les principaux agents infectieux causant l'orchite chez l'animal sont les brucelles, les Pasteurellaceae (genres Haemophilus, Pasteurella et Actinobacillus), et les Arcanobacterium, et plus généralement, toutes les espèces capables de provoquer des épididymites.
Les agents pathogènes qui ont été isolés sont :
- Acinetobacter spp..
- Actinobacillus lignieresi (agent de la langue de bois) chez les bovins.
- Actinobacillus seminis, bactérie commensale des muqueuses buccale, nasale, préputiale et pénienne des ovins pré-pubères.
- Arcanobacterium pyogenes (Corynebacterium pyogenes), bactérie commensale de la peau du scrotum et de la cavité préputiale.
- Brucella abortus.
- Brucella melitensis, chez les caprins et les ovins.
- Brucella ovis, chez les ovins.
- Burkholderia pseudomallei (Pseudomonas pseudomallei), chez les caprins.
- Bacteroides spp..
- Corynebacterium pseudotuberculosis (Corynebacterium ovis).
- Erysipelothrix rhusiopathiae.
- Escherichia coli.
- Histophilus somni (Haemophilus somnus, Haemophilus somnifer, Histophilus ovis, Histophilus agni), chez les animaux pré-pubères (notamment les ovins vierges âgés de quatre à quatorze mois) ou à la puberté.
- Mannheimia haemolytica.
- Micrococcus spp..
- Moraxella spp..
- Mycoplasmes.
- Pasteurella multocida.
- Pseudomonas spp..
- Salmonella enterica subsp. diarizonae.
- Sheep-pox virus.
- Staphylococcus spp. (Staphylococcus aureus).
- Streptococcus spp..
- Trypanosoma brucei et Trypanosoma vivax (en Afrique), chez les ovins et les caprins ;
- Yersinia pseudotuberculosis.

### Symptômes
Le testicule est volumineux et très douloureux. Des hygromas des enveloppes testiculaires peuvent être observés chez certains individus. Dans la phase chronique, le testicule adhère à la tunique et au scrotum, il devient fibrotique et induré. Certains animaux boitent à cause de la douleur. On observe une baisse de libido.
Le testicule controlatéral présente souvent une dégénérescence de son tissu à cause de la chaleur occasionnée par l’infection de l’autre gonade. Dans la phase aiguë, des infiltrats neutrophiles sont visibles dans le parenchyme testiculaire (tubes séminifères et tissu interstitiel), ainsi qu’une dilatation des vaisseaux irriguant la gonade. Dans la phase chronique, des zones de nécroses sont clairement visibles, plus ou moins accompagnées de fibrose. Il n’est pas rare non plus de rencontrer des foyers purulents et encapsulés.

#### Actinobacillus seminis
L'infection concerne les jeunes ovins.
La bactérie gagne le testicule par voie ascendante à partir de la muqueuse préputiale chez les mâles pré-pubères. Les agneaux touchés par l'orchite aiguë sont hyperthermiques, déprimés et anorexiques. Ils présentent une leucocytose et une inflammation unilatérale ou bilatérale du scrotum. Certains peuvent même en mourir.
Chez les animaux plus âgés, la forme aiguë peut aussi apparaître, cependant on rencontre plus fréquemment la forme chronique.
Des anomalies du parenchyme comme une minéralisation sont visibles sur un testicule atrophié. Les tubes séminifères sont dépourvus de spermatozoïdes et contiennent des dépôts minéralisés dans leur lumière. Le tissu interstitiel est infiltré par des macrophages, des lymphocytes et d'autres cellules sanguines.
À l’examen histologique, le testicule atteint peut présenter une périorchite ainsi que des abcès diffus. Il n’est pas rare de trouver de nombreux granulomes spermatiques de petite taille. Le sperme contient des spermatozoïdes anormaux en quantité variable, mais supérieure aux normes requises. La motilité des spermatozoïdes est bien inférieure à celle des individus normaux. Des amas de pus peuvent être émis avec le sperme.
L'orchite se combine fréquemment avec une atteinte de l'épididyme, la posthite et la polyarthrite. Dans le troupeau, on observe des posthites, des polyarthrites et des avortements chez femelles.
Une mise en culture du sperme et un test de fixation du complément sont effectués. Ce dernier pose le problème de la grande variété de souches d’Actinobacillus seminis.

#### Arcanobacterium pyogenes
La bactérie touche les ovins de tous âges. Elle peut provoquer une hyperthermie jusqu’à plus de 41,5 °C. Elle s'accompagne d’anorexie et de dépression. Des croûtes sont présentes sur le scrotum, souvent associées à des fistules d’abcès.
La qualité du sperme est altérée. On observe une diminution de la mobilité de masse et de la motilité individuelle des spermatozoïdes, une augmentation du nombre de spermatozoïdes morts, la présence de leucocytes, de cellules germinales immatures et de cellules géantes polynucléées, ainsi que de nombreuses têtes détachées.
Au tout début de la maladie, des hémorragies et un œdème important sont visibles. Les tubes séminifères sont progressivement détruits par la bactérie. Les cas les plus avancés aboutissent à une induration du scrotum et de la tunique testiculaire et des placards de fibrine sur la surface des gonades.
À l’échographie, on peut noter une diminution de l’échogénicité due à l’œdème et à l’infiltration leucocytaire, ainsi que des foyers hyperéchogènes correspondant à des foyers de minéralisation. L’épididyme et le plexus pampiniforme sont élargis. L’échogénicité du scrotum et des tuniques testiculaire est augmentée. Après la rémission de la maladie, l’échographie révèle des foyers hyperéchogènes représentant des zones de fibrose.
Il semblerait que les lésions ne soient que temporaires et que l’animal recouvre une capacité de fertilité après une très longue période post-infection.
L'orchite s'accompagne de pneumonies et d'abcès. Le troupeau présente des cas de mammite, de métrite et d'avortement.

#### Brucella melitensis
L'agent infectieux touche les caprins et ovins de tous âges. On observe des avortements dans le troupeau.
On identifie la bactérie par un test d’agglutination sur un prélèvement sanguin.
Cette bactérie provoque des zoonoses.

#### Brucella ovis
L'agent infectieux se transmet par voie hématogène. Il touche les ovins et caprins adultes. Après l'infection, on observe souvent des spermatocèles ou des granulomes spermatiques.
L'orchite s'accompagne généralement d'épididymite. Dans le troupeau, on constate des avortements et une chute de la fertilité.

#### Burkholderia pseudomallei
L'agent infectieux touche les caprins de tous âges.
En plus des signes communs aux orchites, des signes respiratoires sont fréquents (pneumonie, pleurésie). La bactérie touche aussi les nœuds lymphatiques, les viscères... Une atteinte générale est commune, l’animal est hyperthermique, déprimé, amaigri dans les cas chroniques. l'infection évolue vers des pyogranulomes parsemés dans le parenchyme testiculaire. Chacun possède un centre caséeux, nécrosé et faiblement calcifié, entouré d’une fine couche de cellules épithéloïdes, de neutrophiles, de lymphocytes et de fibroblastes. Dans les cas chroniques, les tubes séminifères sont atrophiés.
Le troupeau est atteint, en général, de pleurésies et de pneumonies.
Le diagnostic le plus sûr est la mise en culture de tissu testiculaire. Un prélèvement sanguin peut aussi être analysé par séro-agglutination.
La bactérie est contagieuse pour l'homme.

#### Histophilus somni
L'agent infectieux est transmis par voie hématogène. Il touche les jeunes ovins.
La formation de pus gris- vert dans le scrotum et dans des abcès de l’épididyme et du testicule est courante. La localisation préférentielle de ces abcès semble être le médiastinum testis, dans le parenchyme testiculaire. La dégénérescence des cellules germinales des tubes séminifères s’accompagne d’un arrêt de la spermatogenèse. Il n’est pas rare d’observer une albuginée très épaissie du fait de la prolifération du tissu conjonctif.
À côté de l'orchite, on observe fréquemment une atteinte de l'épididyme fréquente, la polyarthrite et la synovite suppurée. Le troupeau présente des cas de mammite, d'avortements, de septicémie, de polyarthrite ou de synovite suppurée.
Le diagnostic est effectué par réaction en chaîne par polymérase (PCR).

### Diagnostic
Les signes les plus évidents d'orchite sont la douleur à la palpation, l'augmentation de volume et l'asymétrie du scrotum et l'adhérence entre testicule et enveloppes. On détecte également la présence de leucocytes dans le sperme.

### Diagnostic différentiel

#### Hernie scrotale
La hernie scrotale provoque un élargissement du scrotum, mais se différencie de l'orchite par l'absence de chaleur du scrotum et par des testicules de taille normale. Elle s'accompagne rarement de douleurs.

#### Épididymite
L'épididymite a en commun avec l'orchite la douleur testiculaire, qui provoque des boiteries, et l'élargissement du scrotum. La taille de l'épididyme permet de faire la différence.

#### Varicocèle
La varicocèle se caractérise également, comme l'orchite, par un élargissement du scrotum et de fréquentes boiteries. Cependant, les testicules sont de taille normale, et on peut détecter une grosseur dans le cordon spermatique.

#### Abcès scrotal
L'abcès scrotal, ou lymphadénite caséeuse, provoque également l'élargissement du scrotum, mais les testicules restent de taille normale.

### Traitement
La castration permet de sauver l’animal. Même si la guérison spontanée est envisageable, l'animal perd le testicule atteint. Pour prévenir d’une infertilité les animaux à haut potentiel, on peut éventuellement envisager une hémi-castration précoce (uniquement dans la phase aiguë).
Actinobacillus seminis peut être traité par la pénicilline G, l’amoxiciline, l’érythromycine, la gentamicine et l’oxytétracycline. Seule la marbofloxacine est efficace contre toutes les souches. Histophilus somni est sensible à la pénicilline, l’ampicilline, l’oxytétracycline et l’érythromycine. Burkholderia pseudomallei est traité aux tétracyclines, à la kanamycine et aux sulfamides-trimétoprime. Lors de cas de brucellose, aucun traitement n'a lieu. L’animal suspect est isolé et testé. Les mâles qui ont été à son contact sont également testés.

### Prophylaxie
Tout mâle introduit dans un nouveau cheptel doit être palpé. De même, tous les mâles d'un troupeau doivent être palpés avant la saison de reproduction afin d’éviter une contamination des femelles et des autres mâles. Aucune immunisation n’est possible contre Actinobacillus seminis. Il existe un vaccin efficace contre les infections à Brucella ovis. En France, il est interdit, sauf dérogation, car le pays est indemne de brucellose.